# 松山藩 (伊予國)
松山藩（日语：／ Matsuyama han */?）為日本江戶時代的藩名，以伊予国溫泉郡（現在的愛媛縣松山市）為中心，包含久米郡、野間郡、伊予郡，藩廳位於松山城。

## 历史
1600年關原之戰後東軍陣營的加藤嘉明於此以20萬石立藩，1627年則轉封至陸奧國會津藩42萬石的領地。
1627年則將此24萬石的領地改封給出羽國上山藩的蒲生忠知。1634年因蒲生家嫡長子去世而斷絕。
1635年把15萬石的此藩轉封給伊勢國桑名藩的松平定行（親藩大名），統治持續到明治維新。
江戶時代初期相當豐饒的此領地，1661年至1680年因為乾旱、洪水而頻頻饑荒，財政也相當困難。1732年五代藩主松平定英時的享保大饑荒造成3,500人以上的領民餓死，而死者中一名藩士也沒有。也因此江戶幕府認為藩主不愛護領民，而下了警告處分。
雖然處於財政困難，十二代藩主松平勝喜還是在1854年修復了於1784年因落雷而燒毀的松山城天守。
幕末時由於身為親藩大名而為幕府方，在長州征伐時擔任先鋒，也因此陷入嚴重財政困難。十四代藩主松平定昭就任藩主後擔任老中（於大政奉還後辭職）。1868年鳥羽伏見之戰幕府軍成為叛軍，伊予松山藩因於財政困難中仍對朝廷獻上十五萬兩，藩主也由原先松平勝成回復為原先的松平定昭。之後，明治政府命令將松平的姓改回原先久松的舊姓。
1871年廢藩置縣後成為松山縣，不久改編成石鐵縣，隔年編入現在的愛媛縣。
藩主家在1887年以伯爵身分列為華族。

## 伊予松山藩與俳句
四代藩主松平定直非常喜歡俳句，安永年間開始在本藩普及盛行，至明治時代本藩有正岡子規與高濱虛子等著名俳人輩出。
著名俳人正岡子規在歸鄉時吟詠的句子現在還刻在松山車站前的石碑上。
```
春や昔　十五万石の　城下かな --- 
正岡子規
```

## 歷代藩主

### 加藤家
外樣大名　20万石　(1600年 – 1627年)
1. 加藤嘉明 從四位下、左馬頭

### 蒲生家
外樣大名　24万石　(1627年 – 1634年)
1. 蒲生忠知（日语：蒲生忠知）從四位下、中務大輔、侍從

### 松平（久松）家
親藩大名・御家門　15万石　(1635年 – 1871年)
1. 松平定行 從四位下、隱岐守、侍從（長崎探題職）
2. 松平定賴 從四位下、隱岐守
3. 松平定長 從四位下、隱岐守
4. 松平定直 從四位下、隱岐守、侍從
5. 松平定英 從四位下、隱岐守
6. 松平定喬 從四位下、隱岐守、侍從
7. 松平定功 從五位下、隱岐守
8. 松平定靜 從四位下、隱岐守、侍從
9. 松平定國 從四位下、隱岐守、侍從、左近衛權少將
10. 松平定則 早逝無位
11. 松平定通 從四位下、隱岐守、侍從
12. 松平勝喜 從四位下、隱岐守、侍從、左近衛權少將
13. 松平勝成 從四位上、隱岐守、侍從、左近衛權少將
14. 松平定昭 從四位下、伊予守、侍從、左近衛權少將（老中）
15. 松平勝成 從四位上、隱岐守、侍從、左近衛權少將（再封，復姓・菅原姓久松氏）

## 支藩
松山新田藩
松山新田藩（日文：まつやましんでんはん）江戶時代中期開始的松山藩支藩，石高一萬石。為松平定直之子松平定章在1720年在桑村郡、越智郡的一部分所設支藩。松平定章去世後，由長子松平定靜繼承，1765年2月，因成為第七代藩主松平定功的養子繼承伊予松山藩之故，宣告廢藩。

### 歴代藩主
松平（久松）家
親藩大名　1万石　(1720年 – 1765年)
1. 松平定章 從五位下、主計頭
2. 松平定静 從五位下、備中守

## 外部連結
- 久松氏系譜 （页面存档备份，存于）